# Bacówka „Na Zadzielu”

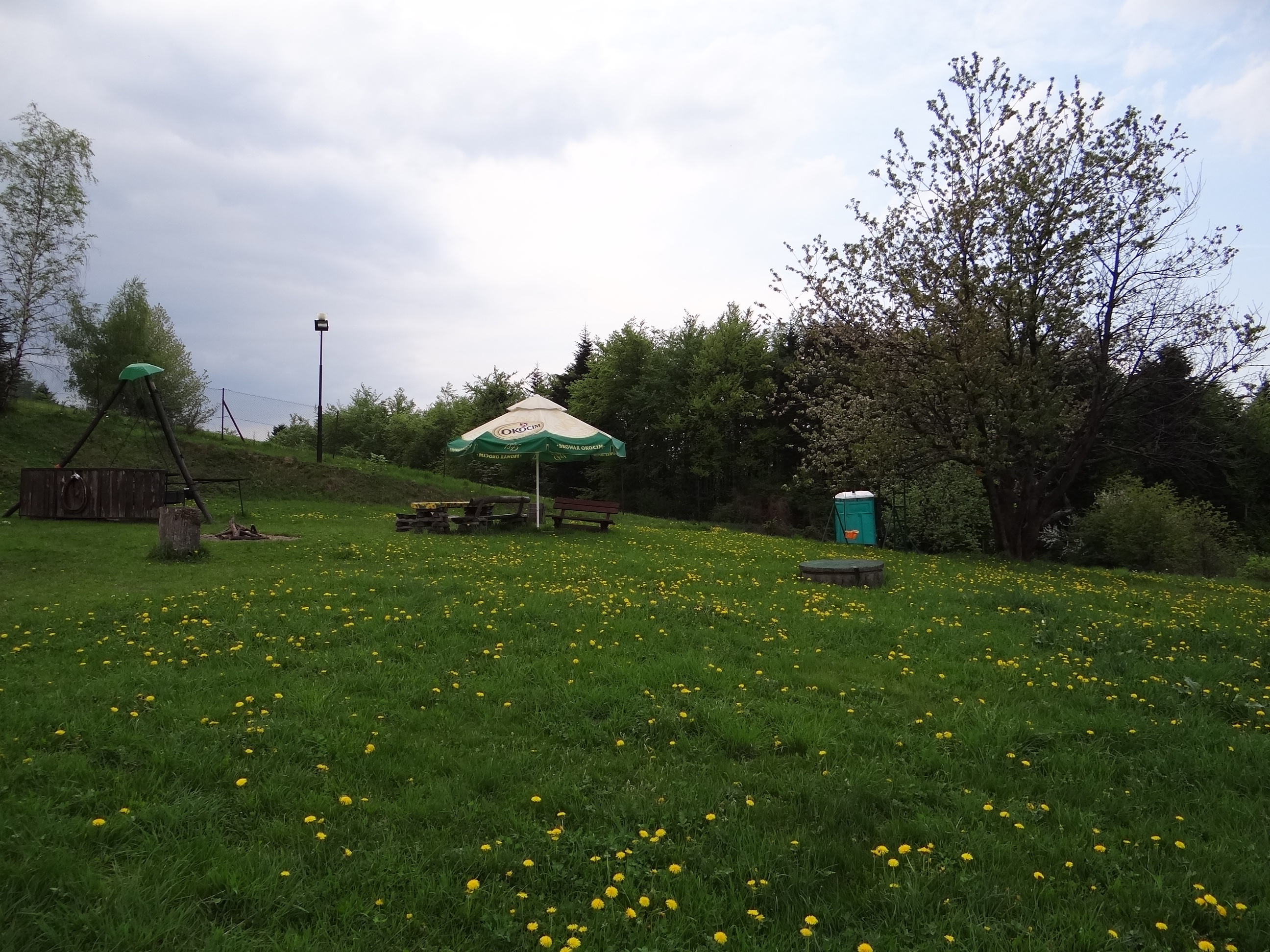
Otoczenie bacówki

Bacówka „Na Zadzielu” (dawniej „U Wojtka”, „Nad Wilczym Rynkiem”) – bacówka turystyczna położona w Beskidzie Wyspowym na wschodnich stokach Kamionnej (801 m), ponad Przełęczą Widoma. Właścicielem znajdującego się na terenie wsi Rozdziele obiektu jest gmina Żegocina, z którą prowadzący obiekt zawierają umowę dzierżawy.
Obiekt posiada 25 miejsc noclegowych i prowadzi wyżywienie w formie bufetu. Na placu przed bacówką jest wiata, kominek i grill. Z otwartych przestrzeni wokół bacówki rozciągają się szerokie panoramy widokowe, obejmujące obszar od Pogórza Wiśnickiego aż po Tatry Bielskie i Tatry Wysokie. W bacówce i obok niej organizowane są imprezy towarzyskie, turystyczne i sportowe. M.in. w 1999 zorganizowano tutaj zawody balonowe, kilkukrotnie organizowano zawody kolarzy górskich i in.

## Dane adresowe
32-731 Rozdziele 185

## Szlaki turystyczne
Tymbark – Pasierbiecka Góra – Kamionna – Bacówka „Nad Wilczym Rynkiem” – Przełęcz Widoma – Łopusze – Rajbrot